# Campeonato de Fórmula 3 de 2021
O Campeonato de Fórmula 3 da FIA de 2021 foi a terceira temporada do Campeonato de Fórmula 3 da FIA, um campeonato de automobilismo para automóveis de Fórmula 3 que é sancionado pela Federação Internacional de Automobilismo (FIA). É uma categoria de monopostos que serve como o terceiro nível de corridas de fórmulas no Caminho Global da FIA. A competição foi disputada em apoio ao Campeonato Mundial de Fórmula 1 e sua categoria irmã, a Fórmula 2, com cada rodada ocorrendo em conjunto com um Grande Prêmio.
O piloto da Prema Racing, Dennis Hauger, conquistou o título do Campeonato de Pilotos na corrida 1 da rodada final em Sóchi, enquanto a equipe Trident Racing garantiu o título do Campeonato de Equipes após um pódio duplo na corrida 3 de Sóchi, a última da temporada.

## Pilotos e equipes
Os seguintes pilotos e equipes disputaram o Campeonato de Fórmula 3 da FIA de 2021. Todas as equipes competiram com um chassi Dallara F3 2019 idêntico, equipado com um motor V6 de aspiração natural desenvolvido pela Mecachrome.
| Equipe                | N.º | Pilotos             | Sigla | Rodadas  |
| --------------------- | --- | ------------------- | ----- | -------- |
| Prema Racing          | 1   | Dennis Hauger       | HAU   | Todas    |
| Prema Racing          | 2   | Arthur Leclerc      | LEC   | Todas    |
| Prema Racing          | 3   | Olli Caldwell       | CAL   | Todas    |
| Trident               | 4   | Jack Doohan         | DOO   | Todas    |
| Trident               | 5   | Clément Novalak     | NOV   | Todas    |
| Trident               | 6   | David Schumacher    | SCH   | Todas    |
| ART Grand Prix        | 7   | Frederik Vesti      | VES   | Todas    |
| ART Grand Prix        | 8   | Alexander Smolyar   | SMO   | Todas    |
| ART Grand Prix        | 9   | Juan Manuel Correa  | JCO   | Todas    |
| Hitech Grand Prix     | 10  | Jak Crawford        | CRA   | Todas    |
| Hitech Grand Prix     | 11  | Ayumu Iwasa         | IWA   | Todas    |
| Hitech Grand Prix     | 12  | Roman Staněk        | STA   | Todas    |
| HWA Racelab           | 14  | Matteo Nannini      | NAN   | Todas    |
| HWA Racelab           | 15  | Oliver Rasmussen    | RAS   | Todas    |
| HWA Racelab           | 16  | Rafael Villagómez   | VIL   | Todas    |
| MP Motorsport         | 17  | Victor Martins      | MAR   | Todas    |
| MP Motorsport         | 18  | Caio Collet         | CCO   | Todas    |
| MP Motorsport         | 19  | Tijmen van der Helm | VAN   | Todas    |
| Campos Racing         | 20  | László Tóth         | TOT   | 1, 3–7   |
| Campos Racing         | 20  | Pierre-Louis Chovet | CHO   | 2        |
| Campos Racing         | 21  | Lorenzo Colombo     | LCO   | Todas    |
| Campos Racing         | 22  | Amaury Cordeel      | ACO   | Todas    |
| Carlin                | 23  | Ido Cohen           | COH   | Todas    |
| Carlin                | 24  | Kaylen Frederick    | FRE   | 1–3, 6–7 |
| Carlin                | 24  | Jake Hughes         | HUG   | 4        |
| Carlin                | 25  | Jonny Edgar         | EDG   | Todas    |
| Jenzer Motorsport     | 26  | Calan Williams      | WIL   | Todas    |
| Jenzer Motorsport     | 27  | Pierre-Louis Chovet | CHO   | 1        |
| Jenzer Motorsport     | 27  | Johnathan Hoggard   | HOG   | 2–7      |
| Jenzer Motorsport     | 28  | Filip Ugran         | UGR   | Todas    |
| Charouz Racing System | 29  | Logan Sargeant      | SAR   | Todas    |
| Charouz Racing System | 30  | Enzo Fittipaldi     | FIT   | 1–4      |
| Charouz Racing System | 30  | Hunter Yeany        | YEA   | 5-6      |
| Charouz Racing System | 30  | Ayrton Simmons      | SIM   | 7        |
| Charouz Racing System | 31  | Reshad de Gerus     | DEG   | 1–4      |
| Charouz Racing System | 31  | Zdeněk Chovanec     | CHO   | 5–7      |
| Fonte:                |     |                     |       |          |

## Calendário
Um calendário provisório com sete etapas de três corridas cada foi publicado em 10 de novembro de 2020.
| Etapa  | Circuito                                  | Corridas 1 e 2 | Corrida 3      |
| ------ | ----------------------------------------- | -------------- | -------------- |
| 1      | Circuito de Barcelona-Catalunha, Montmeló | 8 de maio      | 9 de maio      |
| 2      | Circuito Paul Ricard, Le Castellet        | 19 de junho    | 20 de junho    |
| 3      | Red Bull Ring, Spielberg                  | 3 de julho     | 4 de julho     |
| 4      | Hungaroring, Mogyoród                     | 31 de julho    | 1 de agosto    |
| 5      | Circuito de Spa-Francorchamps, Stavelot   | 28 de agosto   | 29 de agosto   |
| 6      | Circuito de Zandvoort, Zandvoort          | 4 de setembro  | 5 de setembro  |
| 7      | Autódromo de Sóchi, Sóchi                 | 25 de setembro | 26 de setembro |
| -      | Circuito das Américas, Austin             | Cancelado      | Cancelado      |
| Fonte: |                                           |                |                |

### Mudanças no calendário
Como consequência das medidas de redução de custos, os campeonatos de Fórmula 2 e Fórmula 3 da FIA adotaram um novo formato. Os dois campeonatos passaram a se alternar entre as reuniões dos Grandes Prêmios e não apareceram mais juntos na conta da corrida de apoio. Apesar disso ter reduzido o número de etapas, ambos os campeonatos tiveram três corridas em um Grande Prêmio, em vez de duas, mantendo o número total de corridas igual ao dos anos anteriores. A mudança de formato foi projetada para cortar custos para as equipes que competem em ambos os campeonatos, permitindo-lhes alternar a equipe entre cada campeonato.
A rodada final estava originalmente agendada para Austin. No entanto no início de setembro a prova foi cancelada devido a dificuldades logísticas (obtenção de vistos para alguns pilotos e pessoal) e substituída por uma prova em Sóchi. Com isso, a Fórmula 2 e a Fórmula 3 voltaram a ser disputadas num mesmo fim de semana.

## Mudanças no regulamento

### Mudanças esportivas
O formato do fim de semana foi alterado com duas corridas no sábado e uma corrida no domingo. A qualificação passou a determinar o grid da corrida de domingo e da primeira corrida de sábado, que também tinha as suas posições no grid invertidas para os doze primeiros pilotos da qualificação. O grid da segunda corrida era formada pelos resultados da primeira corrida de sábado, com os doze primeiros colocados invertidos. Devido a adição de uma terceira corrida no fim de semana, todas as equipes recebiam um jogo extra de pneus.

## Pré-temporada
Os testes de pré-temporada foram realizados nos dias 3 e 4 de abril no Red Bull Ring e nos dias 21 e 22 de abril no Circuito de Barcelona-Catalunha, ambos como forma de preparação antes do início da temporada. Além disso, mais um teste foi realizado nos dias 12 e 13 de maio no Circuito de Jerez, para completar a preparação dos pilotos e equipes.
(Em negrito, a volta mais rápida de cada semana)
| N.º | Circuito                                  | Resultados  | Resultados        | Resultados     | Resultados   | Resultados | Resultados |
| --- | ----------------------------------------- | ----------- | ----------------- | -------------- | ------------ | ---------- | ---------- |
| 1   | Red Bull Ring, Spielberg                  | Dia         | Piloto            | Equipe         | Melhor tempo | Voltas     | Ref.       |
| 1   | Red Bull Ring, Spielberg                  | 3 de abril  | Alexander Smolyar | ART Grand Prix | 1:18.894     | 81         | [ 43 ]     |
| 1   | Red Bull Ring, Spielberg                  | 4 de abril  | Caio Collet       | MP Motorsport  | 1:18.592     | 89         | [ 44 ]     |
| 2   | Circuito de Barcelona-Catalunha, Montmeló | Dia         | Piloto            | Equipe         | Melhor tempo | Voltas     | Ref.       |
| 2   | Circuito de Barcelona-Catalunha, Montmeló | 21 de abril | Victor Martins    | MP Motorsport  | 1:31.743     | 50         | [ 45 ]     |
| 2   | Circuito de Barcelona-Catalunha, Montmeló | 22 de abril | Victor Martins    | MP Motorsport  | 1:31.636     | 35         | [ 46 ]     |
| 3   | Circuito de Jerez, Jerez de la Frontera   | Dia         | Piloto            | Equipe         | Melhor tempo | Voltas     | Ref.       |
| 3   | Circuito de Jerez, Jerez de la Frontera   | 12 de maio  | Jack Doohan       | Trident        | 1:29.625     | 18         | [ 47 ]     |
| 3   | Circuito de Jerez, Jerez de la Frontera   | 13 de maio  | Clément Novalak   | Trident        | 1:28.677     | 29         | [ 48 ]     |

## Resultados e classificações

### Resumo da temporada
| Etapa | Etapa | Circuito                        | Pole position  | Tempo    | Volta mais rápida | Tempo             | Piloto vencedor   | Equipe vencedora  | Detalhes |
| ----- | ----- | ------------------------------- | -------------- | -------- | ----------------- | ----------------- | ----------------- | ----------------- | -------- |
| 1     | C1    | Circuito de Barcelona-Catalunha | —              | —        | Alexander Smolyar | 1:36.665          | Alexander Smolyar | ART Grand Prix    | Detalhes |
| 1     | C2    | Circuito de Barcelona-Catalunha | —              | —        | Dennis Hauger     | 1:36.973          | Olli Caldwell     | Prema Racing      | Detalhes |
| 1     | C3    | Circuito de Barcelona-Catalunha | Dennis Hauger  | 1:32.904 | Dennis Hauger     | 1:36.643          | Dennis Hauger     | Prema Racing      | Detalhes |
| 2     | C1    | Circuito Paul Ricard            | —              | —        | Jack Doohan       | 1:52.742          | Alexander Smolyar | ART Grand Prix    | Detalhes |
| 2     | C2    | Circuito Paul Ricard            | —              | —        | Victor Martins    | 1:52.419          | Arthur Leclerc    | Prema Racing      | Detalhes |
| 2     | C3    | Circuito Paul Ricard            | Frederik Vesti | 1:50.882 | Reshad de Gerus   | 1:59.335          | Jack Doohan       | Trident           | Detalhes |
| 3     | C1    | Red Bull Ring                   | —              | —        | Dennis Hauger     | 1:21.757          | Dennis Hauger     | Prema Racing      | Detalhes |
| 3     | C2    | Red Bull Ring                   | —              | —        | Arthur Leclerc    | 1:21.702          | David Schumacher  | Trident           | Detalhes |
| 3     | C3    | Red Bull Ring                   | Dennis Hauger  | 1:19.726 | Victor Martins    | 1:21.737          | Frederik Vesti    | ART Grand Prix    | Detalhes |
| 4     | C1    | Hungaroring                     | —              | —        | Lorenzo Colombo   | 1:35.330          | Ayumu Iwasa       | Hitech GP         | Detalhes |
| 4     | C2    | Hungaroring                     | —              | —        | Olli Caldwell     | 1:35.316          | Matteo Nannini    | HWA Racelab       | Detalhes |
| 4     | C3    | Hungaroring                     | Arthur Leclerc | 1:33.164 | Matteo Nannini    | 1:42.442          | Dennis Hauger     | Prema Racing      | Detalhes |
| 5     | C1    | Circuito de Spa-Francorchamps   | —              | —        | Lorenzo Colombo   | 2:22.799          | Lorenzo Colombo   | Campos Racing     | Detalhes |
| 5     | C2    | Circuito de Spa-Francorchamps   | —              | —        | Clément Novalak   | 2:24.940          | Jack Doohan       | Trident           | Detalhes |
| 5     | C3    | Circuito de Spa-Francorchamps   | Jack Doohan    | 2:21.953 | Victor Martins    | 2:23.928          | Jack Doohan       | Trident           | Detalhes |
| 6     | C1    | Circuito de Zandvoort           | —              | —        | Alexander Smolyar | 1:26.573          | Arthur Leclerc    | Prema Racing      | Detalhes |
| 6     | C2    | Circuito de Zandvoort           | —              | —        | Victor Martins    | 1:26.857          | Victor Martins    | MP Motorsport     | Detalhes |
| 6     | C3    | Circuito de Zandvoort           | Dennis Hauger  | 1:24.580 | Dennis Hauger     | 1:26.476          | Dennis Hauger     | Prema Racing      | Detalhes |
| 7     | C1    | Autódromo de Sóchi              | —              | —        | Clément Novalak   | 1:56.259          | Logan Sargeant    | Charouz Racing    | Detalhes |
| 7     | C2    | Autódromo de Sóchi              | —              | —        | Corrida cancelada | Corrida cancelada | Corrida cancelada | Corrida cancelada | Detalhes |
| 7     | C3    | Autódromo de Sóchi              | Jack Doohan    | 1:54.514 | Dennis Hauger     | 1:55.855          | Jack Doohan       | Trident           | Detalhes |

### Sistema de pontuação
Os pontos eram atribuídos aos dez melhores classificados na corrida longa, e aos oito melhores classificados nas corridas curtas. O pole position da corrida longa também recebia quatro pontos, e dois pontos eram concedidos ao piloto que fazia a volta mais rápida entre os dez primeiros colocados nas corridas longa e curtas.
Pontos da corrida longa
| Posição | 1º | 2º | 3º | 4º | 5º | 6º | 7º | 8º | 9º | 10º | Pole | VMR |
| Pontos  | 25 | 18 | 15 | 12 | 10 | 8  | 6  | 4  | 2  | 1   | 4    | 2   |

Pontos das corridas curtas
Os pontos eram atribuídos aos oito melhores classificados.
| Posição | 1º | 2º | 3º | 4º | 5º | 6º | 7º | 8º | 9º | 10º | VMR |
| Pontos  | 15 | 12 | 10 | 8  | 6  | 5  | 4  | 3  | 2  | 1   | 2   |

### Campeonato de Pilotos
| Pos. | N.º | Piloto              | BAR | BAR | BAR | LEC | LEC | LEC | SPI | SPI | SPI | BUD | BUD | BUD | SPA | SPA | SPA | ZAN | ZAN | ZAN | SOC | SOC | SOC | Ptos. |
| ---- | --- | ------------------- | --- | --- | --- | --- | --- | --- | --- | --- | --- | --- | --- | --- | --- | --- | --- | --- | --- | --- | --- | --- | --- | ----- |
| 1    | 1   | Dennis Hauger       | 8   | 25  | 1   | 9   | 2   | 2   | 1   | 3   | 2   | 5   | 5   | 1   | 14  | 9   | 8   | 7   | Ret | 1   | 2   | C   |     | 205   |
| 2    | 4   | Jack Doohan         | 17  | 8   | 2   | 7   | 5   | 1   | 3   | 7   | 27  | 9   | 13  | 3   | 12  | 1   | 1   | 6   | 19  | 4   | 15  | C   |     | 150   |
| 3    | 5   | Clément Novalak     | 2   | 4   | 6   | 5   | 6   | 5   | Ret | 13  | Ret | 4   | 8   | 5   | 7   | 5   | 5   | 11  | 2   | 2   | 4   | C   |     | 132   |
| 4    | 17  | Victor Martins      | 9   | 2   | 5   | 2   | 3   | 4   | 5   | 26  | 24  | 15  | 25  | 27  | 5   | 7   | 2   | 8   | 1   | 10  | 3   | C   |     | 127   |
| 5    | 7   | Frederik Vesti      | 7   | 3   | 7   | 15  | 10  | 6   | 7   | 2   | 1   | Ret | 16  | 7   | 4   | 6   | 6   | 9   | 3   | 8   | 8   | C   |     | 117   |
| 6    | 8   | Alexander Smolyar   | 1   | Ret | 11  | 1   | 7   | 8   | 14  | 25  | 4   | 6   | 4   | 6   | 10  | 8   | 3   | 24  | 15  | 3   | 22  | C   |     | 107   |
| 7    | 18  | Caio Collet         | 3   | 5   | 8   | 13  | Ret | 3   | 17  | 17  | 7   | 20  | 12  | 16  | 9   | 4   | 4   | 5   | 4   | 5   | 5   | C   |     | 93    |
| 8    | 3   | Olli Caldwell       | 6   | 1   | 4   | 10  | 4   | Ret | 2   | 9   | 3   | 2   | 29  | 8   | 16  | 15  | 11  | 10  | 6   | 14  | 17  | C   |     | 92    |
| 9    | 29  | Logan Sargeant      | 4   | Ret | 9   | 4   | 12  | Ret | 15  | Ret | 8   | 3   | 9   | 10  | 8   | 3   | 7   | 2   | 10  | 6   | 1   | C   |     | 90    |
| 10   | 2   | Arthur Leclerc      | 28  | 24  | 13  | 12  | 1   | 13  | Ret | 6   | Ret | 13  | 11  | 2   | 13  | 10  | 10  | 1   | 7   | 9   | 7   | C   |     | 71    |
| 11   | 6   | David Schumacher    | 11  | Ret | 12  | 16  | 11  | 27  | 12  | 1   | 11  | 8   | 6   | 4   | 11  | 2   | 9   | 14  | 5   | Ret | 14  | C   |     | 55    |
| 12   | 11  | Ayumu Iwasa         | 14  | 7   | 15  | 8   | 9   | 7   | DSQ | 14  | 6   | 1   | 10  | 12  | 15  | 11  | 13  | 3   | Ret | 11  | 10  | C   |     | 50    |
| 13   | 14  | Matteo Nannini      | 10  | 26† | 3   | 22  | 13  | 20  | 23  | 12  | 5   | 10  | 1   | 25  | 19  | Ret | 26  | 17  | 9   | 28  | 16  | C   |     | 44    |
| 14   | 10  | Jak Crawford        | 13  | 9   | 18  | 11  | 14  | 10  | 8   | Ret | 26  | 26  | 20  | 15  | 2   | 12  | 12  | 4   | 8   | 7   | 11  | C   |     | 35    |
| 15   | 21  | Lorenzo Colombo     | 23  | 22  | 29  | 14  | 20  | 19  | 25  | 19  | 13  | 7   | 7   | 11  | 1   | 14  | 14  | 13  | Ret | 17  | 6   | C   |     | 32    |
| 16   | 12  | Roman Staněk        | 16  | 12  | 10  | 26  | 19  | 15  | 11  | 4   | 12  | 11  | 3   | 23  | 3   | 13  | 15  | 27  | 16  | 13  | 13  | C   |     | 29    |
| 17   | 30  | Enzo Fittipaldi     | 12  | Ret | 19  | 21  | 17  | 11  | 4   | 8   | 15  | 12  | 2   | 9   | NP  | NP  | NP  | NP  | NP  | NP  | NP  | NP  |     | 25    |
| 18   | 25  | Jonny Edgar         | 5   | 6   | 16  | 28  | 23  | 14  | 6   | 5   | 10  | Ret | 26  | Ret | 21  | 17  | 19  | 19  | 25  | 15  | 18  | C   |     | 23    |
| 19   | 26  | Calan Williams      | 18  | 11  | 21  | 3   | 8   | 12  | 16  | 15  | 9   | 17  | 24  | 17  | 24  | Ret | 18  | 16  | 23  | 18  | 19  | C   |     | 15    |
| 20   | 9   | Juan Manuel Correa  | 15  | 10  | 14  | 6   | 16  | 9   | 10  | 24  | 14  | 14  | 14  | 14  | 22  | 18  | 21  | 28  | 18  | 21  | 9   | C   |     | 11    |
| 21   | 27  | Johnathan Hoggard   | NP  | NP  | NP  | Ret | 26  | 18  | 18  | 10  | 25  | 22  | 22  | 18  | 6   | 24  | 16  | Ret | 20  | 20  | 12  | C   |     | 6     |
| 22   | 24  | Kaylen Frederick    | 22  | 17  | 30  | 20  | 22  | 17  | 9   | Ret | NL  | NP  | NP  | NP  | NP  | NP  | NP  | 20  | 11  | 22  | 23  | C   |     | 2     |
| 23   | 22  | Amaury Cordeel      | 26  | 16  | 25  | 27  | 24  | 25  | 22  | 11  | 18  | 19  | Ret | 26  | 17  | Ret | Ret | 23  | Ret | 12  | 21  | C   |     | 0     |
| 24   | 23  | Ido Cohen           | 29  | 20  | 22  | 24  | Ret | 24  | Ret | 20  | 16  | 28  | 27  | Ret | Ret | 20  | 20  | 12  | Ret | 16  | 17  | C   |     | 0     |
| 25   | 15  | Oliver Rasmussen    | Ret | 19  | 17  | 17  | 21  | 22  | 26  | 16  | 22  | 18  | 28  | 21  | 20  | 21  | 17  | 18  | 13  | 27  | Ret | C   |     | 0     |
| 26   | 24  | Jake Hughes         | NP  | NP  | NP  | NP  | NP  | NP  | NP  | NP  | NP  | 16  | 17  | 13  | NP  | NP  | NP  | NP  | NP  | NP  | NP  | NP  |     | 0     |
| 27   | 19  | Tijmen van der Helm | 21  | 15  | 20  | 29  | 18  | 16  | 13  | Ret | 20  | 21  | 15  | 19  | 23  | 16  | 22  | 21  | 22  | Ret | Ret | C   |     | 0     |
| 28   | 31  | Reshad de Gerus     | 20  | 13  | 23  | 19  | 25  | 21  | 20  | 23  | 17  | 24  | 18  | 20  | NP  | NP  | NP  | NP  | NP  | NP  | NP  | NP  |     | 0     |
| 29   | 16  | Rafael Villagómez   | 19  | 18  | 28  | 25  | 27  | 23  | 21  | 18  | 19  | 23  | 21  | 24  | 27  | 23  | Ret | 24  | 14  | 26  | 20  | C   |     | 0     |
| 30   | 27  | Pierre-Louis Chovet | 24  | 14  | 24  | 18  | 15  | 28† | NP  | NP  | NP  | NP  | NP  | NP  | NP  | NP  | NP  | NP  | NP  | NP  | NP  | NP  | NP  | 0     |
| 31   | 20  | László Tóth         | 27  | 23  | 26  | NP  | NP  | NP  | 19  | 21  | 21  | 27  | 23  | Ret | 25  | 22  | 23  | 25  | 17  | 25  | Ret | C   |     | 0     |
| 32   | 30  | Hunter Yeany        | NP  | NP  | NP  | NP  | NP  | NP  | NP  | NP  | NP  | NP  | NP  | NP  | 18  | 25  | Ret | Ret | 24  | 23  | NP  | NP  | NP  | 0     |
| 33   | 28  | Filip Ugran         | 25  | 21  | 27  | 23  | 28  | 26  | 24  | 22  | 23  | 25  | 19  | 22  | 28  | 19  | 25  | 15  | 12  | 19  | 25  | C   |     | 0     |
| 34   | 31  | Zdeněk Chovanec     | NP  | NP  | NP  | NP  | NP  | NP  | NP  | NP  | NP  | NP  | NP  | NP  | 26  | 26  | 24  | 26  | 21  | 24  | 26  | C   |     | 0     |
| 35   | 30  | Ayrton Simmons      | NP  | NP  | NP  | NP  | NP  | NP  | NP  | NP  | NP  | NP  | NP  | NP  | NP  | NP  | NP  | NP  | NP  | NP  | 24  | C   |     | 0     |
| Pos. | N.º | Piloto              | BAR | BAR | BAR | LEC | LEC | LEC | SPI | SPI | SPI | BUD | BUD | BUD | SPA | SPA | SPA | ZAN | ZAN | ZAN | SOC | SOC | SOC | Ptos. |

| Cor        | Resultado             |
| ---------- | --------------------- |
| Ouro       | Vencedor              |
| Prata      | 2.º lugar             |
| Bronze     | 3.º lugar             |
| Verde      | Terminou, nos pontos  |
| Azul       | Terminou, sem pontos  |
| Púrpura    | Ret – Retirou-se      |
| Vermelho   | NQ – Não qualificado  |
| Preto      | DSQ – Desqualificado  |
| Branco     | NL – Não largou       |
| Branco     | C – Corrida cancelada |
| Azul claro | AT – Apenas Treino    |
| Sem cor    | NP – Não participou   |
| Sem cor    | Les – Lesionado       |
| Sem cor    | EX – Excluído         |

### Campeonato de Equipes
| Pos. | Equipe                | N.º | BAR | BAR | BAR | LEC | LEC | LEC | SPI | SPI | SPI | BUD | BUD | BUD | SPA | SPA | SPA | ZAN | ZAN | ZAN | SOC          | SOC          | SOC          | Ptos. |
| ---- | --------------------- | --- | --- | --- | --- | --- | --- | --- | --- | --- | --- | --- | --- | --- | --- | --- | --- | --- | --- | --- | ------------ | ------------ | ------------ | ----- |
| 1    | Prema Racing          | 1   | 8   | 25  | 1   | 9   | 2   | 2   | 1   | 3   | 2   | 5   | 5   | 1   | 14  | 9   | 8   | 1   | Ret | 1   | width="27px" | width="27px" | width="27px" | 352   |
| 1    | Prema Racing          | 2   | 28  | 24  | 13  | 12  | 1   | 13  | Ret | 6   | Ret | 13  | 11  | 2   | 13  | 10  | 10  | 7   | 7   | 9   | width="27px" | width="27px" | width="27px" | 352   |
| 1    | Prema Racing          | 3   | 6   | 1   | 4   | 10  | 4   | Ret | 2   | 9   | 3   | 2   | 29  | 8   | 16  | 15  | 11  | 10  | 6   | 14  | width="27px" | width="27px" | width="27px" | 352   |
| 2    | Trident               | 4   | 17  | 8   | 2   | 7   | 5   | 1   | 3   | 7   | 27  | 9   | 13  | 3   | 12  | 1   | 1   | 6   | 19  | 4   | width="27px" | width="27px" | width="27px" | 327   |
| 2    | Trident               | 5   | 2   | 4   | 6   | 5   | 6   | 5   | Ret | 13  | Ret | 4   | 8   | 5   | 7   | 5   | 5   | 11  | 2   | 2   | width="27px" | width="27px" | width="27px" | 327   |
| 2    | Trident               | 6   | 11  | Ret | 12  | 16  | 11  | 27  | 12  | 1   | 11  | 8   | 6   | 4   | 11  | 2   | 9   | 14  | 5   | Ret | width="27px" | width="27px" | width="27px" | 327   |
| 3    | ART Grand Prix        | 7   | 7   | 3   | 7   | 15  | 10  | 6   | 7   | 2   | 1   | Ret | 16  | 7   | 4   | 6   | 6   | 9   | 3   | 8   | width="27px" | width="27px" | width="27px" | 233   |
| 3    | ART Grand Prix        | 8   | 1   | Ret | 11  | 1   | 7   | 8   | 14  | 25  | 4   | 6   | 4   | 6   | 10  | 8   | 3   | 24  | 15  | 3   | width="27px" | width="27px" | width="27px" | 233   |
| 3    | ART Grand Prix        | 9   | 15  | 10  | 14  | 6   | 16  | 9   | 10  | 24  | 14  | 14  | 14  | 14  | 22  | 18  | 21  | 28  | 18  | 21  | width="27px" | width="27px" | width="27px" | 233   |
| 4    | MP Motorsport         | 17  | 9   | 2   | 5   | 2   | 3   | 4   | 5   | 26  | 24  | 15  | 25  | 27  | 5   | 7   | 2   | 5   | 1   | 10  | width="27px" | width="27px" | width="27px" | 204   |
| 4    | MP Motorsport         | 18  | 3   | 5   | 8   | 13  | Ret | 3   | 17  | 17  | 7   | 20  | 12  | 16  | 9   | 4   | 4   | 8   | 4   | 5   | width="27px" | width="27px" | width="27px" | 204   |
| 4    | MP Motorsport         | 19  | 21  | 15  | 20  | 29  | 18  | 16  | 13  | Ret | 20  | 21  | 15  | 19  | 23  | 16  | 22  | 21  | 22  | Ret | width="27px" | width="27px" | width="27px" | 204   |
| 5    | Hitech Grand Prix     | 10  | 13  | 9   | 18  | 11  | 14  | 10  | 8   | Ret | 26  | 26  | 20  | 15  | 2   | 12  | 12  | 4   | 8   | 7   | width="27px" | width="27px" | width="27px" | 113   |
| 5    | Hitech Grand Prix     | 11  | 14  | 7   | 15  | 8   | 9   | 7   | DSQ | 14  | 6   | 1   | 10  | 12  | 15  | 11  | 13  | 3   | Ret | 11  | width="27px" | width="27px" | width="27px" | 113   |
| 5    | Hitech Grand Prix     | 12  | 16  | 12  | 10  | 26  | 19  | 15  | 11  | 4   | 12  | 11  | 3   | 23  | 3   | 13  | 15  | 27  | 16  | 13  | width="27px" | width="27px" | width="27px" | 113   |
| 6    | Charouz Racing System | 29  | 4   | Ret | 9   | 4   | 12  | Ret | 15  | Ret | 8   | 3   | 9   | 10  | 8   | 3   | 7   | 2   | 10  | 6   | width="27px" | width="27px" | width="27px" | 100   |
| 6    | Charouz Racing System | 30  | 12  | Ret | 19  | 21  | 17  | 11  | 4   | 8   | 15  | 12  | 2   | 9   | 18  | 25  | Ret | Ret | 24  | 23  | width="27px" | width="27px" | width="27px" | 100   |
| 6    | Charouz Racing System | 31  | 20  | 13  | 23  | 19  | 25  | 21  | 20  | 23  | 17  | 24  | 18  | 20  | 26  | 26  | 24  | 26  | 21  | 24  | width="27px" | width="27px" | width="27px" | 100   |
| 7    | HWA Racelab           | 14  | 10  | 26† | 3   | 22  | 13  | 20  | 23  | 12  | 5   | 10  | 1   | 25  | 19  | Ret | 26  | 17  | 9   | 28  | width="27px" | width="27px" | width="27px" | 44    |
| 7    | HWA Racelab           | 15  | Ret | 19  | 17  | 17  | 21  | 22  | 26  | 16  | 22  | 18  | 28  | 21  | 20  | 21  | 17  | 18  | 13  | 27  | width="27px" | width="27px" | width="27px" | 44    |
| 7    | HWA Racelab           | 16  | 19  | 18  | 28  | 25  | 27  | 23  | 21  | 18  | 19  | 23  | 21  | 24  | 27  | 23  | Ret | 22  | 14  | 26  | width="27px" | width="27px" | width="27px" | 44    |
| 8    | Campos Racing         | 20  | 27  | 23  | 26  | 18  | 15  | 28† | 19  | 21  | 21  | 27  | 23  | Ret | 25  | 22  | 23  | 25  | 17  | 25  | width="27px" | width="27px" | width="27px" | 27    |
| 8    | Campos Racing         | 21  | 23  | 22  | 29  | 14  | 20  | 19  | 25  | 19  | 13  | 7   | 7   | 11  | 1   | 14  | 14  | 13  | Ret | 17  | width="27px" | width="27px" | width="27px" | 27    |
| 8    | Campos Racing         | 22  | 26  | 16  | 25  | 27  | 24  | 25  | 22  | 11  | 18  | 19  | Ret | 26  | 17  | Ret | Ret | 23  | Ret | 12  | width="27px" | width="27px" | width="27px" | 27    |
| 9    | Carlin Buzz Racing    | 23  | 29  | 20  | 22  | 24  | Ret | 24  | Ret | 20  | 16  | 28  | 27  | Ret | Ret | 20  | 20  | 12  | Ret | 16  | width="27px" | width="27px" | width="27px" | 25    |
| 9    | Carlin Buzz Racing    | 24  | 22  | 17  | 30  | 20  | 22  | 17  | 9   | Ret | NL  | 16  | 17  | 13  | NP  | NP  | NP  | 20  | 11  | 22  | width="27px" | width="27px" | width="27px" | 25    |
| 9    | Carlin Buzz Racing    | 25  | 5   | 6   | 16  | 28  | 23  | 14  | 6   | 5   | 10  | Ret | 26  | Ret | 21  | 17  | 19  | 19  | 25  | 15  | width="27px" | width="27px" | width="27px" | 25    |
| 10   | Jenzer Motorsport     | 26  | 18  | 11  | 21  | 3   | 8   | 12  | 16  | 15  | 9   | 17  | 24  | 17  | 24  | Ret | 18  | 16  | 23  | 18  | width="27px" | width="27px" | width="27px" | 21    |
| 10   | Jenzer Motorsport     | 27  | 24  | 14  | 24  | Ret | 26  | 18  | 18  | 10  | 25  | 22  | 22  | 18  | 6   | 24  | 16  | Ret | 20  | 20  | width="27px" | width="27px" | width="27px" | 21    |
| 10   | Jenzer Motorsport     | 28  | 25  | 21  | 27  | 23  | 28  | 26  | 24  | 22  | 23  | 25  | 19  | 22  | 28  | 19  | 25  | 15  | 12  | 19  | width="27px" | width="27px" | width="27px" | 21    |
| Pos. | Equipe                | N.º | BAR | BAR | BAR | LEC | LEC | LEC | SPI | SPI | SPI | BUD | BUD | BUD | SPA | SPA | SPA | ZAN | ZAN | ZAN | SOC          | SOC          | SOC          | Ptos. |

| Cor        | Resultado             |
| ---------- | --------------------- |
| Ouro       | Vencedor              |
| Prata      | 2.º lugar             |
| Bronze     | 3.º lugar             |
| Verde      | Terminou, nos pontos  |
| Azul       | Terminou, sem pontos  |
| Púrpura    | Ret – Retirou-se      |
| Vermelho   | NQ – Não qualificado  |
| Preto      | DSQ – Desqualificado  |
| Branco     | NL – Não largou       |
| Branco     | C – Corrida cancelada |
| Azul claro | AT – Apenas Treino    |
| Sem cor    | NP – Não participou   |
| Sem cor    | Les – Lesionado       |
| Sem cor    | EX – Excluído         |